# Tommy Smith (futebolista inglês)
Thomas "Tommy" Smith MBE (Liverpool, 5 de abril de 1945 – 12 de abril de 2019) foi um ex-jogador Inglês que jogou como zagueiro no Liverpool por 16 anos, de 1962 a 1978. Conhecido por seu intransigente estilo defensivo, o treinador Bill Shankly, uma vez disse: "Tommy Smith não nasceu, ele foi extraído". Smith teve seu momento mais memorável quando marcou o segundo gol do Liverpool na Final da Taça dos Clubes Campeões Europeus de 1976–77 contra o Borussia Mönchengladbach.

## Carreira

### Liverpool
Smith ainda era criança quando seu pai morreu de pneumonia em 1959. Juntou-se a divisões de base do Liverpool no ano seguinte. Jogando inicialmente como um centro-avante, ele impressionou o treinador Bill Shankly o suficiente para ele pular etapas nas categorias de base e jogar imediatamente no time principal. Ele tornou-se profissional no verão de 1962, quando assinou um contrato de £18 por semana.
Ele fez sua primeira partida pelos "Reds" em 8 de Maio de 1963, substituindo o lesionado Jimmy Melia, em uma vitória por 5-1 em casa sobre o Birmingham City, no entanto, ele não jogou mais em todo o resto da temporada 1962-63 e na Temporada 1963-64 e foi campeão da Primeira Divisão nessa temporada. Ele casou-se com Susanne, em julho de 1964, após quatro anos de namoro.
Ele marcou seu primeiro gol pelo Liverpool em sua segunda partida, em uma derrota por 3-2 para o Blackburn Rovers em Ewood Park em 29 de agosto de 1964. Ele manteve seu lugar para o jogo seguinte, e novamente marcou na vitória sobre o Leeds United por 2-1. Ele voltou para a reserva depois de mais dois jogos, antes de retornar para a primeira equipe na vitória por 3 a 0 sobre o Anderlecht na Liga dos Campeões; após o jogo, Shankly, disse que "O jogo marcou Tommy Smith como um bom jogador. O menino chegou".Ele terminou a temporada 1964-65 com quatro gols em 25 jogos do campeonato, ele também jogou em todos os jogos do Liverpool na Taça de inglaterra, onde o clube venceu West Bromwich Albion, Stockport County, Bolton Wanderers, Leicester City e o Chelsea para chegar a final contra o Leeds United, no Estádio de Wembley; o Liverpool venceu o jogo por 2-1 e levantou o troféu pela primeira vez na história do clube.
Ele jogou na Supercopa da Inglaterra de 1965 contra o Manchester United em Old Trafford, onde um empate em 2 a 2 significou que os dois clubes iam compartilhar o troféu. O Liverpool perdeu o primeiro jogo do campeonato contra o Sheffield United mas se recuperou e engatou uma sequencia ganhando do West Ham United (5-1), Everton (5-0), Nottingham Forest (4-0), Northampton Town (5-0) e o Blackburn Rovers (5-2); Smith conseguiu marcar contra o Everton e contra o Blackburn. Eles ficaram invictos por 18 jogos e perderam apenas um de seus últimos dez jogos e assim garantiram o título da liga, com seis pontos de vantagem sobre o vice-campeão, Leeds United. O Liverpool também chegou a Taça dos Clubes Vencedores de Taças de 1966 e enfrentou o alemão Borussia Dortmund no Hampden Park, mas a equipe perdeu por 2 a 1 na prorrogação.
Smith jogou na Supercopa da Inglaterra de 1966 contra o Everton, no Goodison Park e ajudou o Liverpool a ganhar por 1-0. Este viria a ser o último troféu pelos próximos cinco anos, na temporada 1966-67 eles terminaram em quinto lugar, na temporada 1967-68, eles acabaram em terceiro lugar, três pontos atrás do campeão Manchester City. Na temporada 1968-69, eles chegaram mais perto e um empate em 0 a 0 com o Leeds um Anfield deu o título para o Leeds com o Liverpool sendo o vice-campeão.
Smith foi nomeado como capitão do time em 1971 e levou o time a final da Copa da Inglaterra, o Liverpool perdeu para o Arsenal por 2-1. Em 1973, Smith liderou a equipe ao seu primeiro duplo quando venceu a Liga e a Taça da UEFA, quando venceu o campeonato com três pontos de vantagem sobre o Arsenal e venceu o Borussia Mönchengladbach na final da Taça da UEFA por 3-2.
Na temporada seguinte, depois de Smith se queixar a Shankly por ter sido deixado de fora da equipe em um jogo, ele teve a grande decepção de perder a posição de capitão para Emlyn Hughes. Anteriormente, Hughes disse a Shankly para remover a braçadeira de capitão de Smith e dar para um homem mais jovem. Embora Smith tenha resolvido suas diferenças com Shankly de forma satisfatória, ocorreu uma longa briga entre Smith e Hughes.
Com Smith ficando mais velho, ele fez menos partidas com o surgimento dos jovens Phil Thompson e Phil Neal como zagueiros embora ele ainda tivesse um papel importante quando o Liverpool conquistou outro Campeonato e o título da Taça da UEFA em 1976.
Smith passou a temporada de 1976 por empréstimo no Tampa Bay Rowdies, onde continuou sua marca de resistência e ganhou o apelido de "Tanque." Na temporada seguinte, ele voltou para o Liverpool.
Smith foi deixado de fora do time que começou a temporada 1976-77, mas, quando Thompson teve uma lesão no mês de março, ele foi chamado e ficou como titular até o final do campeonato.
Smith decidiu adiar sua aposentadoria e jogou mias uma temporada pelo Liverpool e ficou com o vice-campeonato da Taça da Liga, depois de terem perdido para o Nottingham Forest.

### Jogador-treinador
Ele passou o verão de 1978 nos EUA com o Los Angeles Aztecs. Ele começou como jogador e durante a temporada tornou-se jogador/treinador. No final da temporada, ele foi substituído pelo holandês Rinus Michels.

## Carreira internacional
Ele jogou apenas um jogo na Seleção Inglesa, em 19 de Maio de 1971, em um empate em 0 a 0 com o País de Gales em um British Home Championship em Wembley.

## Vida Posterior
Smith teve um breve período como treinador das categorias de base do Liverpool. Ele escreveu uma coluna semanal para o Liverpool Echo por 35 anos, de 1979 a agosto de 2014. Em março de 2008, publicou sua autobiografia, Anfield Iron.
Em 1988, Smith causou polêmica depois de afirmar que Howard Gayle: "Fazia preconceito com os homens brancos. Veja, todo mundo acha que os brancos têm preconceito em relação aos negros. Na realidade são negros que têm preconceito com os brancos ... eu chamar Howard de "White Nigger". Agora, isso é um elogio. Foi a única maneira que consegui encontrar para descrever que achava que ele estava bem", Smith então comentou com Hill que "eu não sou preconceituoso, mas se um negro se mudasse para a casa ao lado, eu me mudaria, como a maioria das pessoas brancas. Se minha filha chegasse em casa com um crioulo, eu enlouqueceria. Mas estou apenas sendo sincero e normal"..
Faleceu em 12 de abril de 2019 aos 74 anos de idade.

## Títulos
- Football League First Division: 1965–66, 1972–73, 1975–76 e 1976–77
- Copa da Inglaterra: 1965 e 1974
- Supercopa da Inglaterra: 1965, 1966, 1974 e 1977
- Liga dos Campeões: 1977
- Copa da UEFA: 1973 e 1976
- Supercopa da UEFA: 1977